# Slani Dol
Slani Dol – wieś w Chorwacji, w żupanii zagrzebskiej, w mieście Samobor. W 2011 roku liczyła 208 mieszkańców.